# Едвард Карр
Едвард Гюлетт Карр, або Едвард Хьюлетт Карр (англ. Edward Hallett Carr; 28 червня 1892, Лондон — 3 листопада 1982, там само), — англійський історик.

## Біографія
Після закінчення університетського Трініті-коледжу в Кембриджі (Велика Британія) — з 1916 — на дипломатичній службі. Працював у департаменті МЗС Великої Британії (Форин офіс), що відав справами Росії. Будучи експертом англійської делегації на Паризькій мирній конференції 1919—1920, безпосередньо знайомився з проблемами України. 1936 перейшов на науково-викладацьку роботу, однак перервав її з початком Другої світової війни. 1939—1940 працював у міністерстві інформації, 1940—1946 — заступник головного редактора газети «Times».
По завершенні війни досліджував історію міжнародних відносин, історію СРСР, теоретико-методологічні проблеми історичної науки. Від кінця 1940-х рр. цілком віддався написанню «Історії Росії, починаючи з Жовтневої революції 1917 р.». Власноруч підготував 8 томів, ще 2 т. — разом з професором університету в Бірмінгемі Р.Девісом. Останній також додав до видання власні 4 т., присвячені індустріалізації СРСР. Значна частина матеріалів цієї праці присвячена розгляду процесів розвитку національних регіонів СРСР.